# Artatama I
Artatama I was een koning van het Hurritische koninkrijk van Mitanni aan het eind van de 15e eeuw v.Chr. Zijn heerschappij viel samen met die van de Egyptische farao's Amenhotep II en Thoetmosis IV.
Er is maar weinig bekend over deze koning, die geen inscripties nagelaten heeft. De Amarna-brieven verwijzen naar Artatama als een voorouder die een alliantie met Thoetmosis IV sloot. Volgens de huidige interpretatie van de weinige beschikbare bronnen kwam Artatama aan de macht in een tijd dat het Mitanni-rijk ernstig verzwakt was door de invallen van de Hettieten. Met het vooruitzicht van een oorlog op twee fronten, de Hettieten in het noorden en Egypte in het zuiden, benaderde Artatama Amenhotep II met een aanbod voor een vreedzame opdeling van het betwiste land in Syrië. Een vreedzame oplossing van een oud conflict zou kunnen uitmonden in een politieke en militaire alliantie, maar de Egyptenaren vertrouwden de Mitanni niet en weigerden jarenlang om een definitief antwoord te geven. Op zeker moment tijdens de heerschappij van Thoetmosis IV stelden de Egyptenaren een huwelijk voor tussen Thoetmosis en de dochter van Artatama, maar om onbekende redenen verwierp Artatama dit voorstel. De Egyptenaren moesten hun voorstel zes maal herhalen voordat Artatama uiteindelijk instemde. Het is dus mogelijk dat Artatama de vader van koningin Moetemwia en de grootvader van moederszijde van Amenhotep III is. Artatama werd opgevolgd door zijn zoon Shuttarna II.